# Unione Sportiva Palmese 1912
Maillots
La Unione Sportiva Palmese Associazione Sportiva Dilettantistica, plus connue comme US Palmese, est le club de football de la ville de Palmi, en Italie. 

## Histoire
La société, dont les couleurs sont le noir et vert, est l'une des plus anciennes équipes dans le paysage du football de la Calabre, et dans le passé, a également joué dans les précurseurs des championnats de la Lega Pro d'aujourd'hui, perdant en 1935 avec le Taranto et l'Andrea Doria finale pour accéder à la Serie B. Le Palmese a ensuite été inscrit aux trois ligues professionnelles de Serie C. Dans ces années-là, et après la Seconde Guerre mondiale, le Palmese confronté à des matches officiels de la saison formations arborant du sud de l'Italie affacciatesi à d'autres moments de la Serie A, comme Reggina Calcio, Calcio Catania, AS Bari, US Lecce et Messine, en réussissant à obtenir des résultats prestigieux. Parmi eux, la victoire 0-1 à Bari, la victoire à domicile contre Catane 1-0 et toujours des victoires contre Reggina (à la maison avec les résultats de 7-0 et 5-0 et au Stadio Oreste Granillo de Reggio de Calabre avec les résultats de 0-4 et 2-4). 
En outre, en 1934, la Palmese a joué dans Palmi deux matches amicaux contre l'AS Roma et l'AC Fiorentina.
La société a également participé à la Coupe d'Italie de football du 1938-1939.
En 1994, lors du championnat d'Excellence (D6 italienne), le club perd 32-0 contre le FC Crotone, soit la plus large défaite du club.

## Changements de nom
- 1932-1971 : Unione Sportiva Palmese
- 1971-1978 : Club Calcio Palmi
- 1978-2014 : Unione Sportiva Palmese
- 2014- : Unione Sportiva Palmese Associazione Sportiva Dilettantistica